# Карађорђе
Ђорђе Петровић (Вишевац, код Раче, 3/14. новембар 1762/1768 — Радовањски луг, код Велике Плане, 13/25. јул 1817), познатији као Карађорђе (тур. Kara Yorgi — Црни Ђорђе), био је вожд (вођа) Првог српског устанка и родоначелник династије Карађорђевића.
Рођен је у сиромашној српској породици у Шумадији у Смедеревском санџаку (Београдскoм пашалуку), као треће дете и први син Петра и Марице Јовановић. Ђорђе се истакао током Аустријско-турског рата (1787—1791) као припадник српских фрајкора, хабзбуршке милиције сачињене од Срба. У страху од одмазде након аустријског пораза 1791, са породицом је пребегао у Аустрију, где су живели до 1794, када је проглашена општа амнестија. Ђорђе се вратио у Шумадију и постао трговац стоком. Одметнути управник Видинског санџака Осман Пазваноглу напао је Смедеревски санџак, а Ђорђе се заједно са Станком Арамбашићем борио у покушају заустављања напада.
Након Сече кнезова почетком 1804, коју су извршили одметнути османски јањичари познати као дахије, Срби Београдског пашалука су подигли устанак. Карађорђе је једногласно изабран за вођу устанка на скупу преживелих угледних Срба у фебруару 1804. године. За шест месеци су устаничке снаге заробиле и погубиле већину дахија, а до 1805. уништени су и последњи остаци дахијског отпора. Карађорђе и његови следбеници захтевали су далекосежну самоуправу, коју је султан Селим протумачио као први корак ка потпуној независности. Селим је одмах прогласио џихад против устаника и наредио војсци да крене на Пашалук. Османлије су претрпеле низ пораза од устаничких снага. Устаници су до 1806. заузели све веће градове у Пашалуку, укључујући Београд и Смедерево, а протерали су њихове муслиманске становнике. Оптерећен захтевима Руско-турског рата (1806—1812), Селим је Србима понудио опсежну самоуправу, али је Карађорђе понуду одбио због руског признања да ће помоћи устаницима ако наставе борбу.
Чести и исцрпљујући сукоби, заједно с прекидом руске помоћи после Наполеонове инвазије 1812, ослабили су устанике, а Османлије су успеле да преокрену ситуацију у своју корист. Карађорђе је био приморан да побегне из Србије у октобру 1813, а Београд је касније тог месеца пао, чиме је сломљен Први српски устанак. Он и његови следбеници су потражили уточиште у Аустрији, али су ухапшени и притворени. Упркос османским захтевима за његово изручење, Аустријанци су Карађорђа предали Русима, који су му понудили уточиште у Бесарабији. Ту се придружио грчком тајном друштву Филики хетерија, које је планирало да покрене панбалкански устанак против Османлија. Карађорђе се тајно вратио у Србију 1817, али су га убрзо убили људи Милоша Обреновића због страха да ће Карађорђево поновно појављивање довести до османског одустајање од уступака на које су пристали после Другог српског устанка 1815. године.
Ђорђе Петровић се оженио 1786. године Јеленом Јовановић из Маслошева. Из тог брака родило се седморо деце — ћерке Сава, Сара, Полексија и Стаменка и синови Сима (умро по рођењу), Алекса (умро у 29. години у Кишињеву, Русија) и Александар, који ће касније током доба Уставобранитеља бити кнез Србије. Убрзо по заснивању породице, Карађорђе је прешао у Срем где је као добровољац учествовао у Аустријско-турском рату под командом Радича Петровића. За исказану храброст добио је Златну медаљу и подофицирски чин.
Карађорђе је оснивач династије Карађорђевић, која је током 19. и 20. века владала Србијом у неколико наврата. Његово убиство је довело до вишедеценијских сукоба његових потомака и Обреновића, при чему је власт над Србијом неколико пута прелазила са једних на друге. За разлику од рођених браћа Милоша Обреновића, Карађорђева браћа и њихови потомци се не сматрају члановима династије.

## Порекло
Карађорђе потиче из сиромашне породице, која се раније у Вишевац доселила из Црне Горе — „од Подгорице испод Црне Горе”. По другом извору, народном предању које је 1940. године објавио праунук Раме Куча — Алил, Карађорђев отац је живео у месту Жабрен на Пештерској висоравни. То су знали сви Карађорђевићи, а краљ Петар је звао у Београд, код себе у госте, свог кума Алила Куча. У том муслиманском селу са тада 40 породица једина хришћанска кућа била је Петрова, и тај део насеља се звао „Петрово поље”. Петар је због убиства двојице нападача качака, морао да се одсели са породицом у Шумадију. Превео га је преко Колена на Голији, његов заштитник и кум, муслиман Рамо Куч из Жабрена. Андрија Лубурић спомиње Жупу Никшићку као крај одакле су потекли Карађорђевићи, а отимање за славне личности је карактеристика и других крајева. Тако Иван Јастребов наводи податак да у селу Мачитеву (Косово и Метохија) причају да је Карађорђе родом из тог села. Побегао је јер је у планини поред села убио четири Турчина, а показивали су му та четири гроба.
Убрзо по селидби родитеља из Пештера, Ђорђе је рођен у селу Вишевцу, у Крагујевачком окружју, али је одрастао у оближњој Тополи. Мајка Марица Живковић родом из Маслошева у Шумадији, била је способна и отресита жена коју су због „мушког карактера” звали „Марица Катана” (коњаник). Његов отац Петроније због несналажења и сиромаштва (био је толико сиромашан да није могао да плаћа порез па би остали становници села у којем је живео морали да преузму ову обавезу уместо њега) често је мењао спахије и место боравка, будући да Турци рају нису претерано везивали за баштину. Како је Ђорђе стасавао и служио код много имућнијих Срба и Турака, тако се и њихова материјална ситуација поправљала.
Дан Карађорђевог рођења није забележен нити је касније, од његових савременика, записан. Чудно је да се ни година не зна, односно у одређивању његовог годишта се лута читавих осамнаест година, од 1752. до 1770. године. Такође је чудно да се везан уз рођење не помиње ни један верски датум, што је тада било уобичајено. Поготово што је он био у песмама опевани јунак и вођа народа, у његовој близини су били скоро сви писмени Срби тог времена а ни светске енциклопедије се не слажу око претпостављеног датума. Историчар Радош Љушић, позивајући се на породичну традицију, наводи да се Карађорђе родио 14. новембра 1762. године.
Тако се 1766. година, односно 3. септембар 1752. године појављују у западноевропским енциклопедијама., у совјетској 1752. година, у америчкој 1752/1762. а у домаћим изворима као највероватнија се помиње 1768. година. Према Јанићију Ђурићу, Карађорђевом личном секретару, Карађорђе је рођен 1752. године. Немац Фламенстерн (1813) наводи у свом делу да је Црни-Ђорђе рођен 1767. године и то случајно у Београду.
Међутим, уз име Карађорђа се пре везују приче о небеским појавама када је рођен. Тако се помиње светлост на небу и дуга преко неба усред ноћи. Једини писани траг за времена Карађорђевог живота у коме се помиње дан рођења је писмо руског посланика у Београду Родофиникина када обавештава свог претпостављеног да га је „… Црни Ђорђе позвао у село удаљено сто врста на Ђурђиц да прославимо дан његовог рођења и имендан”. Наиме, често је детету давано име по празнику на које је рођено. Ђурђиц је по јулијанском календару 3. новембра, односно у 18. веку по грегоријанском 14. новембра.
Упоређивањем датума пролазака појединих комета преко неба Србије тих година, постоји неколико кандидата. Међутим, Халејева комета јесте била најсјајнија 13. марта 1759. године, али то није близу Ђурђица већ пре Ђурђевдана. Једна комета је била чак и сјајнија од Халејеве, али се појавила 11. јуна 1758. године што такође не одговара Ђурђицу. У сваком случају и у 1758. и у 1759. години се на небу појавила комета која је могла привући пажњу сведока рођења Ђорђа.

## Физички опис и личност
Ђорђе Петровић Карађорђе био је изразито висок човек, тамне косе и тамније пути. Неки извори наводе да је био висок око два метра. Био је мало погурен и имао је повређену леву руку коју му је повредио неки Турчин у боју на Јеленчи. Мемоари Проте Матеје Ненадовића наводе друкчије, да је Карађорђе рањен у длан руке током пушкарања са момцима Алексе Ненадовића, док је хајдуковао, нешто пре устанка. Такође је имао ожиљак на образу, који му је направио игуман манастира Боговађе Жарко, кад су Срби изашли из Лаудановог шанца на Врачар 1804 године да оду код Турака на преговоре. Жарко је тада због свађе са Станојем Главашем око жуте ћорбатле (секирице) хтео ударити Станоја сабљом, па га је промашио и посекао Карађорђа по образу, на шта су Главаш и други устаници убили Жарка плотунском ватром, што је узбунило војску која је пошла у тврђаву код Турака, па су се вратили и избегли заседу, а Жарка су после хвалили да их је својом погибијом спасао Вук Караџић наводи да је имао велики нос по коме га је било лако препознати. Вук такође наводи да је српски вожд имао висок, пискутав и баршунаст глас, који је врло вероватно уништио конзумацијом ракије. Постоји анегдота да су Руси при првом сусрету били одушевљени његовом високом појавом и телесном грађом, а да су се разочарали када је проговорио. Сам руски командант у Варваринској бици гроф Орурк није баш био одушевљен Карађорђем и по вождовом одсуству више пута га је код Младена Миловановића и других старешина вређао, називајући га крмачом.
По природи је био строг и преке нарави, спреман да убије за преступ чак и чланове најближе родбине. Најчувенији случајеви су Карађорђево убиство оца Петра, кнеза Теодосија Марића и брата Маринка. Вук Караџић наводи да је вожд био ћудљив, да би данима седео сам и грицкао нокте, а када би га неко упитао нешто, одмахнуо би рукама. Када би попио мало ракије или вина, постајао би причљивији. Неки извори наводе да је Родофиникин видевши вождову склоност ка конзумацији алкохола, као и код осталих старешина, пробао Карађорђа да одвикне од пића, дајући му чај са румом, а да је Карађорђе када је нестало рума одбио да пије чај. По карактеру био је шкрт човек. У одевању био је неуредан. Чак су његове старешине биле богатије одевене од њега. Једном приликом Турци су послали преговараче после боја. Када су се нашли међу устаничким старешинама и питали да говоре са Црним Ђорђем, Карађорђе се појавио у прљавој одећи, док су остале устаничке вође биле лепо одевене. Турци су при одласку не верујући да су се срели са Карађорђем поручили осталим вођама да поздраве Црног Ђорђа. Извори наводе да је свој орден свете Ане који су му дали Руси искривио поправљајући неко буре. У последњим годинама устанка, Карађорђе је током свађе са Младеном Миловановићем доживео нервни слом, што је значајно утицало на његово присуство на фронту.
После слома устанка, Карађорђе је у емиграцији био тешко погођен. Дане је проводио плачући. Руски сликар Боровиковски је насликао портрет Карађорђа током његовог боравка у Русији 1816. На портрету се види по тужном погледу да је Карађорђе после слома устанка патио од меланхолије. Такође се наводи да је Боровиковски замолио Карађорђа да обоји косу у црно, што наводи да је вожд у каснијим годинама био сед. Урош Кнежевић је урадио Карађорђев портрет, скоро копију Боровиковског, а у Музеју кнеза Павла се налазио још један портрет, непознатог аутора, који га је приказивао из полупрофила.

## Женидба и одлазак у Аустрију
Деветнаестогодишњи Ђорђе Петровић се 1785/1786. године жени Јеленом Јовановић сиротом девојком, родом из села Маслошева. Према неким изворима, Јеленини родитељи су били имућнији и нису дали своју кћер, али ју је Ђорђе отео и учинио својом женом. По другом, вероватнијем извору, Ђорђе је девојку у коју се загледао на силу отео из места Јагњила, где је она код сестре боравила, јер су били у завади младићи Тополе и Јагњила. После женидбе није дуго остао у Србији, јер је наводно убио Турчина. По Давидовићу, Ђорђе је убио три Арнаутина који су му дошли у кућу и насиље чинили. Избегао је због тога у Срем са својом породицом, где се настанио 1787. године у манастиру Крушедолу и почео да ради као шумар.
У том збегу се десио догађај који је много оспораван и изазвао велике полемике међу историчарима — оцеубиство. Највероватнија прича је да је његов отац, који је годинама служио код Турака, у једном тренутку одлучио да наговори све да се врате и наставе да живе као до сада, служећи Турке. Сви у збегу су то разумели као претњу да ће се вратити у ропство или у смрт. Када је увидео да мајчино преклињање оца да одустане од повратка не помаже и да има подршку свих, дигао је руку на оца, а потом је његовог оца Петронија дотукао момак из пратње — Ђорђе Остојић. Убиство је, по Вуку Караџићу, учињено у љутњи и из љубави, и њиме су спашени сви из збега, а његов отац срамоте и ропства. Године 1796. по повратку у Србију, Карађорђе се наводно исповедио и замолио за опроштај, који је од свештенства добио у манастиру Благовештење, у коме је старешина био архимандрит Глигорије Радојичић. На манастирску славу, Карађорђе доноси по двеста ока ракије, вина и хлеба, како би разделио народу за душу свог покојног оца. Народ је прихватио и оправдао покајање, које је благословом озваничио и архимандрит. Овом духовнику Карађорђе је даровао пет дуката, док је манастиру поклонио вола. Појевши храну и попивши пиће, окупљени су појединачно изговорили: "Бог да му прости што је оца у нужди убио."
Карађорђе је убио не само свог оца већ и још једног члана своје породице. Када је устанак почео, средином 1806. обесио је брата Маринка јер је био оптужен да је силовао једну Српкињу у Тополи. Та Карађорђева прекост и суровост уливала је страх свим Србима, који су помислили да се мире са Османлијама, и приморавала их на послушност вођи устанка.

## Аустријско-турски рат и повратак у Србију
На почетку Аустријско-турског рата, 1788. године, код нас познатијег као Кочина крајина, Карађорђе почиње да ратује на страни Аустрије против Турака, под командом Радича Петровића. Из Срема где су живели, ступио је он прво у Михаљевићев фрајкор, и убрзо постао стражмештер. Ту је научио „егзирцир и запт” војни. За исказану храброст добио је Златну медаљу и подофицирски чин. Као подофицир ратовао је не оклевајући да се огледа са непријатељем и убија угледне турске јунаке. Средином 1791. закључује се Свиштовски мир, Карађорђе добија унапређење и медаљу за храброст. Са породицом 1791. године прелази у Тополу, где је и раније живео. По повратку одмеће се у хајдуке, где предводи велику хајдучку дружину. До опадања хајдучије долази 1793/1794. године и Ђорђе се повукао и скрасио уз породицу, у Тополи. Почео је да се бави трговином стоке, тргујући преко границе са Хабзбуршком монархијом.

## Први српски устанак
Крајем 18. и почетком 19. века повећала су се насиља зулуми које су Турци чинили над српским народом. Огромни намети, самовоља и терорисање народа од стране Турака и нарочито јањичара, довели су до удруживања познатих српских кнезова и хајдука који су се договарали о побуни.
Повод за Први српски устанак био је крвави догађај, познат као сеча кнезова. Убијањем виђенијих Срба и њихових кнезова, вође јањичара дахије хтели су да заплаше и обезглаве цео српски народ, како би онемогућили устанак за који су сазнали да се спрема. Није усаглашено колико је угледних Срба убијено крајем јануара и почетком фебруара 1804. године у Шумадији. Процењује се да их је било између 70 и 150. У то време Карађорђе је био познати трговац са имањем у Тополи, испод узвишења Опленац. Дахијске убице су биле послате и на његово имање, али Карађорђе је са својим наоружаним чобанима побио и растерао дахијске снаге. Затим је напустио имање и породицу склонио у збег, а он је отишао свом познанику харамбаши Станоју Главашу.
Дахијска одлука о убијању свих угледних Срба само је убрзала почетак устанка. Пронео се глас да дахије намеравају да побију све Србе у Београдском пашалуку. Зато је у Орашцу, у Марићевића јарузи, одржан састанак угледних Срба, кнеза Теодосија Марићевића, војводе Милана Обреновића, Николе Милићевића Луњевца итд, и њихових пратњи и хајдука. Састанак је највероватније одржан на Сретење Господње, 2. фебруар 1804. године, према старом јулијанском календару који су Срби тада користили. Разлика између јулијанског и грегоријанског календара износила је 12 дана, па је састанак по грегоријанском календару био 14. фебруар 1804. Данас је разлика календара повећана и устанак се обележава 15. фебруара 1804. На Састанку је било присутно неколико стотина особа из Шумадије, а међу њима и Ђорђе (Георгије) Петровић, снажан и крупан човек, али врло нагле нарави и спреман да лако убије. Пре устанка убио је неколико Османлија и од њих добио надимак Кара (Црни) Ђорђе. На Збору у Орашцу је био трећи по реду кандидат за вођу Првог српског устанка. Пре њега су Станоје Главаш и Теодосије Марићевић одбили да га предводе. То место је прво било понуђено Станоју Главашу, који је одбио пошто је био хајдук, а затим кнезу Теодосију Марићевићу, који је одбио јер није имао војничког искуства, односно који је сматрао да у случају неуспеха устанка треба као кнез да заштити народ. Када је требало бирати вођу устанка Карађорђе је имао подршку Станоја Главаша и његових хајдука, али и свих који су желели да вођа постане човек чије име ће створити страх код дахија, а охрабрити Србе. Тако је Карађорђе изабран за вођу устаника. Истог дана устаници су запалили дахијски хан у Орашцу и почела је буна против дахија. То је био и почетак деветогодишње Карађорђеве управе устаничком Србијом.
Скоро од самог почетка устанка Карађорђев ауторитет оспоравали су многи. Карађорђе је био познат само у Шумадији. У западној Србији главна личност устанка био је Јаков Ненадовић, док су у источној Србији главне личности биле Миленко Стојковић и Петар Добрњац. Карађорђева опозиција се супротстављала покушајима да се створи апсолутистичка власт, и у једном окршају, Карађорђе је смртно ранио Теодосија Марићевића, кнеза који га је на свом имању, у Марићевој јарузи, подржао за вођу устанка.
Карађорђе је лично обилазио народ и договарао са осталим вођама ток борбе и припреме за устанак. Као строг и доследан, уживао је ауторитет у народу и међу другим вођама. Остало је записано да су га се плашили због преке нарави и због спремности да без компромиса дође до циља.
У Тополи је финансирао изградњу цркве Рођења Пресвете Богородице која је започета 1811. а окончана 1813. На вратима цркве је, по писмима кнеза Павла Кости Ст. Павловићу, писало да је благословена у присуству Карађорђа и његовог старијег сина Алексе.
При дизању устанка, аустријски генерал Женеј је позвао Турке и Србе у Земун на измирење, а том приликом су Срби прочитали списак оптужби на рачун Турака. Потом су Срби показали куће које су Турци попалили преко Саве и Карађорђе је рекао Турцима: „Још ћете ви бојева видети.” Током битке на Баточини, Карађорђе је рекао устаницима да се „Турци боре за господство, а Срби да дану душом.” Појављивао се на свим важнијим бојиштима и иза њега су остале многе победе често над знатно бројнијом и боље наоружаном турском војском: Иванковац, Мишар, Нови Пазар, Варварин.
Карађорђе је Наполеону нудио да окупира српске градове, тврдећи да су Срби независни и слободни, као и да Срби из Србије могу придобити своје сународнике из Босне, Херцеговине и Македоније да се боре за Француску. Српски представници успели су да организују састанак са француским министром спољних послова Жан-Батистом де Шампањијем, који их је у име императора известио да Француска не може прихватити њихову понуду и да Француска жели да настави одржавање добрих односа са Турском.
У Србију је августа 1807. дошао агент руске војске Константин Родофиникин. Родофикин се одмах умешао у раздор између српским устаницима, стајући на страну Карађорђевих противника, који су желели да ограниче његову власт. Разочаран што очекивана руска помоћ није стигла до тог тренутка, Карађорђе се у помоћ обратио Француској и Аустрији, али без успеха.
Руска војска је јула 1810. године по други пут дошла у Србију, а овај пут је дошло и до некакве кооперације. Српским устаницима је послато оружје, муниција и лекови, док је маршал Михаил Кутузов учествовао у планирају заједничких акција. Руска помоћ је српским устаницима дала наду у победу, међутим, Русија, суочена са могућом Наполеоновом инвазијом, је желела да склопи дефинитивни мировни споразум са Турцима и тако је деловала против српских интереса. Устаници нису били обавештени о преговорима, само су сазнали за коначне услове мира са Турцима. Ово друго руско повлачење је дошло на врхунцу Карађорђеве моћи и пораста српских очекивања. Преговори који су довели до Букурешког мира имали су 8. члан, који се тицао Срба. У њему је стајало да се српска утврђења сруше ако нису били од важности за Турске, да се турска војска врати у своје гарнизоне од пре 1804. године, а заузврат је Порта обећала општу амнестију и извесну самоуправу, по којој би Срби контролисали управу над својим пословима и прикупљали фиксан порез. Реакције у Србији су биле јаке, а посебно брига била је препуштање тврђава и градова и страх од одмазди.

### Слом устанка
После неколико година борби против Турака и владавине у ослобођеној Србији, 1812. године Карађорђе се морао суочити са вестима да су Руси миром у Букурешту одобрили повратак турске војске у устаничку Србију. Карађорђе те године после свађе са Младеном Миловановићем око организовања одбране државе 18. јула доживљава нервни напад, па вођење државе преузима његов секретар Јанићије Димитријевића Ђурић. Покушао је организовати одбрану устаничке српске државе 1813. године, али су знатно бројнији Турци односили победе на свим бојиштима. Карађорђе је увидео да је даља борба узалудна и почетком октобра 1813. године прелази у Аустрију. Прешао је преко Саве, са породицом и пратњом 21. септембра 1813. године у Земунски контумац. Он је после премештања у Голубинце и Петроварадинску тврђаву, стигао у Грац, док је породица остала у Карловцима. У њу су се склониле и десетине хиљада избеглих Срба; по М. Костићу — 85.272 лица. У Аустрији, Карађорђе је провео око годину дана, а 1814. године прешао је у Русију, у Бесарабију. У Русији, Карађорђе је чекао на пријем код руског цара. Према неким сведочењима, српски вожд је после слома устанка, услед нервног слома и болести патио од меланхолије (депресије), што се може видети и на портрету који је насликан од стране Бориковског у Русији, на коме се у вождовим очима види велика туга због трагичних догађаја који су уследили. Чак је и један руски песник забележио: „Његове очи су пуне некакве туге…”

## Смрт
Касније, 1816. године Карађорђе се преко свог писара Наума Крнара, придружио Хетерији, грчком покрету за ослобођење у жељи да настави борбу за протеривање Турака и из Србије. Следеће године је дошао тајно у Србију, са Крнаром и још једним Грком, како би се са Милошем Обреновићем договорио о заједничкој акцији, али је по Милошевој наредби убијен. Убиство Карађорђа и Крнара се десило у ноћи између 24. и 25. јула 1817. године у селу Радовању, код Велике Плане. Милош је знао да је Карађорђе у контакту Хетеријом. Организатор убиства је био Вујица Вулићевић, Карађорђев кум, а извршилац лично Никола Новаковић – Црногорац, родом Колашинац, досељеник из смедеревске Јасенице. Милош је наредио да се Карађорђева глава препарира и пошаље султану у Истанбул.
Према тврдњи Милорада Екмечића, трагови иза Карађорђевог убиства упућује на центре моћи у Лондону и Бечу. Нестајањем Карађорђа са политичке сцене, смањује се могућности за урушавање Турске и јачање Русије на Балкану, што је било супротно њиховим интересима.
Када је Карађорђева глава допремљена султану, првобитна намера била је да се глава истакне на коцу, на капију, како би сви пролазници видели тријумф Отоманске царевине над Балканским побуњеницима, као и опомена шта ће се десити са сваким ко дигне руку на царску власт. Међутим неко у Порти се сетио да је Карађорђе носио црну доламу руског пуковника. Из тог разлога, Порта је донела закључак да је боље да Карађорђеву главу не истичу на капију каква је била намера, како не би наљутили Русију.

## Одликовања
- Орден свете Ане (Руска Империја)[42]

## Наслеђе
Живот и дела бесмртног вожда Карађорђа, први српски и балкански неми играни филм који је заснован на биографији вође Првог српског устанка Великог Вожда Карађорђа снимљен је 1911. године у продукцији Светозара Боторића. Редитељ и сценариста пионирског подухвата српске кинематографије био је славни српски глумац и боем Чича Илија Станојевић, а у главној улози вожда Карађорђа био је један од најпознатијих српских глумаца тога времена, Милорад Петровић.
Петар II Петровић Његош је Горски вијенац посветио Карађорђу.
Карађорђе је оснивач српске и југословенске кнежевске и краљевске лозе Карађорђевића, његови синови су били Алекса и Александар Карађорђевић.
По њему се зову основне школе у Тополи и у Великој Плани и Карађорђева црква у Тополи.

### У култури
- Доситеј Обрадовић, објавио је у лето 1804. године у Венецији песму Востани Сербије посвећену Карађорђу.
- Земунски књиговезац Гаврило Ковачевић објавио је у Будиму у јесен 1804. године Песму о случајно буни против Дајиа
- У 1805. години, Георгије Михаљевић објавио је у Будиму Пјесна храбрим Сербијаном
- Године 1812, у тек основаном пештанском позоришту Рондела постављена је представа на мађарском Црни Ђорђе, аутора Иштвана Балога, која је имала за тему тадашња савремена збивања из Српског устанка и подвиге Карађорђа и устаника у борбама за ослобођење Србије.[45] Прва јавна позоришна представа на српском Јоакима Вујића Крешталица (Папагај) приређена је 12. августа 1813. године у „Мажарском театру” Рондели.
- Вук Ст. Караџић записао је од слепог гуслара Филипа Вишњића 1815. године епску народну песму Почетак буне против дахија једну од најпознатијих и најлепших народних песми о борби за ослобођење Србије.
- Александар Сергејевич Пушкин написао је песму Кћери Црног Ђорђа 1820. године, као и Песму о Црном Ђорђу (Песнь о Георгии Черном) 1830. године.
- Јоаким Вујић, написао је историјску драму Сербскиј вожд Карађорђе иначе наречени Црни, или Отјатије Београда од Турака. Објављено у Новом Саду 1843. године
- Петар II Петровић Његош, објавио је национално-херојски, лирско-епски спев Горски вијенац 1847. године, који је посветио Црном Ђорђу.
- Сима Милутиновић Сарајлија, написао је такође драмски спев Трагедија српскога господара и вожда Карађорђа 1847. године.[46]
- Јоксим Новић, издао у Новом Саду 1865. године спев Карађорђе избавитељ Србије.
- Пера Тодоровић објавио је 1896. године историјски роман Смрт Карађорђева.[47]

- Живот и дела бесмртног вожда Карађорђа, први српски и балкански неми играни филм који је заснован на биографији вође Првог српског устанка Великог Вожда Карађорђа снимљен је 1911. године у продукцији Светозара Боторића. Редитељ и сценариста пионирског подухвата српске кинематографије био је славни српски глумац и боем Чича Илија Станојевић, а у главној улози вожда Карађорђа био је један од најпознатијих српских глумаца тога времена, Милорад Петровић.[43][44]
- У Калемегданском парку, 1913. године, у време Балканских ратова, свечано је отворен први споменик вожду Карађорђу. Споменик је открио уз присуство државног и војног врха, грађана и дипломатског кора краљ Петар I. Споменик је дело сплитског сликара Паскоја — Пашка Вучетића. Читава свечаност је забележена филмском камером. Споменик је порушен 1916. године у окупираној Србији за време Првог светског рата. На месту порушеног споменика 1930. године свечано је откривен Споменик захвалности Француској .
- На Видовдан 28. јуна 1924. године отворен је стадион „Карађорђе” два фудбалска клуба, Војводине и Јуде Макаби, на месту старог бициклистичког велодрома из 1888. године, који је окупљао српску и јеврејску заједницу. Свечано је отворен на 120-годишњицу од Првог српског устанка. Помоћ изградњи стадиона дали су навијачи и симпатизери оба клуба, а значајна средства прикупљена су од гостовања америчких оперских група „Лузијана” и „Плав птица”.
- Стојан Живадиновић објавио је трилогију историјских романа: Карађорђе (1930), Хајдук Вељко (1932) и Вујица Вулићевић (1933).[48][49]
- У Тополи, у оквиру Карађорђевог града, подигнут је пред почетак Другог светског рата споменик вожду Карађорђу.

- Песма са Кумбаре, играни филм у режији Радоша Новаковића снимљен је 1955. године у продукцији Авала филма док се радња одвија у време Првог српског устанка и ослобођења Београда под вођством Карађорђа 1806. године.
- Душан Баранин објавио је 1957. године историјски роман Карађорђе.

- Рој, играни филм у режији Миће Поповића снимљен 1966. године, по узору на филмско остварење Рашомон јапанског редитеља и сликара Акире Куросаве, у продукцији Авала филма.[50] Радња филма одвија се у првим судовима устаничке Србије.
- Споменик Карађорђу у бронзи, рад Сретена Стојановића, подигнут је 1979. године на платоу испред нове Народне библиотеке, свечано отворене шест година раније, 1973. године, на Врачару у Београду. Споменик има укупну висину 3,2 m. На том месту, шест година касније, на предратним темељима, након 45 године, 1985. године, настављени су радови на изградњи Храма Светог Саве.
- Карађорђева смрт, телевизијски филм према сценарију Данка Поповића у режији Ђорђа Кадијевића снимљен је 1983. године у продукцији РТБ-а. Лик Карађорђа глуми Марко Николић.[51][52]
- Вук Караџић, телевизијска серија према сценарију Милована Витезовића у режији Ђорђа Кадијевића снимљена је 1987. године док је лик Карађорђа такође одиграо глумац Марко Николић.[53][54]
- Радомир Смиљанић објавио је историјски роман Карађорђе — вожд сербски 1988. године.[55]
- Емисија Убиство Карађорђа староградског музичког серијала Код златног коња уредника Божидара Пантића снимљена је 2000. године у режији Тање Феро, у продукцији РТБ-РТС док су водитељи били Милан Михаиловић и Владан Живковић.
- Споменик Карађорђу у селу Орашац, на 200-годишњицу од почетка Српске револуције, свечано је открио 2004. године председник Скупштине Србије и в. д. председник Драган Маршићанин, који су потом освештали патријарх Павле и свештеници Српске православне цркве. Споменик је дело Дринке Радовановић, висок је 3,40 m и израђен је од белог венчачког мермера.
- Списатељица Светлана Велмар Јанковић објавила је роман о Карађорђу Востаније 2004. године.[56]
- Трагом Карађорђа, документарна телевизијска серија снимљена је 2004. године док лик Карађорђа глуми Небојша Кундачина.[57][58]
- Споменик Карађорђу у селу Вишевац свечано је открио министар правде Зоран Стојковић 2004. године. Споменик је рад вајара Станимира Павловића. Споменик је висок 2,9 m, а тежак је једну тону, изливен је у бакру од чаура које је дала Војска Србије и Црне Горе.
- Црни Груја је телевизијски ситком, снимљен 2003. године, у продукцији РТВ БК „Телекома” и „БС Групе” док карикатурни лик Карађорђа игра Никола Која.
- Карађорђе је такође приказан у филму Шејтанов ратник, у коме улогу Карађорђа глуми Марко Николић.

## Породица
Био је кум на венчању Милоша Обреновића и кнегиње Љубице, а крстио им је и ћерку Петрију. Био је таст првом начелнику београдске општине Илији Чарапићу, пошто је он оженио његову ћерку Станку.
Преко своје ћерке Саве Карађорђевић је директан предак сликарке Милене Павловић−Барили.
Његов млађи брат Марко Петровић је такође имао потомство. Нема пуно података о њима у јавности, али је остало забележено да је приликом прве посете Тополи као краља Србије, Петру I Карађорђевићу и његовој породици пришла и представила се Маркова ћерка или унука.

### Супружник
| име              | слика | датум рођења    | датум смрти      |
| ---------------- | ----- | --------------- | ---------------- |
| Јелена Јовановић |       | 1765. или 1771. | 9. фебруар 1842. |

### Деца
| име                    | слика | датум рођења      | датум смрти  | супружник                            |
| ---------------------- | ----- | ----------------- | ------------ | ------------------------------------ |
| Сима Карађорђевић      |       | 1788.             | 1788.        | умро у детињству                     |
| Сава Карађорђевић      |       | 1793.             | 1847.        | Антоније Ристић                      |
| Сара Карађорђевић      |       | 1795.             | 1852.        | Никола Кара-Марковић; Теодор Бојанић |
| Полексија Карађорђевић |       | 1797.             | 1812.        | Јовица Милановић                     |
| Стаменка Карађорђевић  |       | 1799.             | 1875.        | Димитрије Ристић; Илија Чарапић      |
| Алекса Карађорђевић    |       | 1801.             | 1830.        | Марија Трокин                        |
| Кнез Александар        |       | 11. октобар 1806. | 3. мај 1885. | Персида Ненадовић                    |

### Породично стабло
Погледајте слику породичног стабла (3722x1891, 339 Kb)